# Pjotr Kirillowitsch Essen

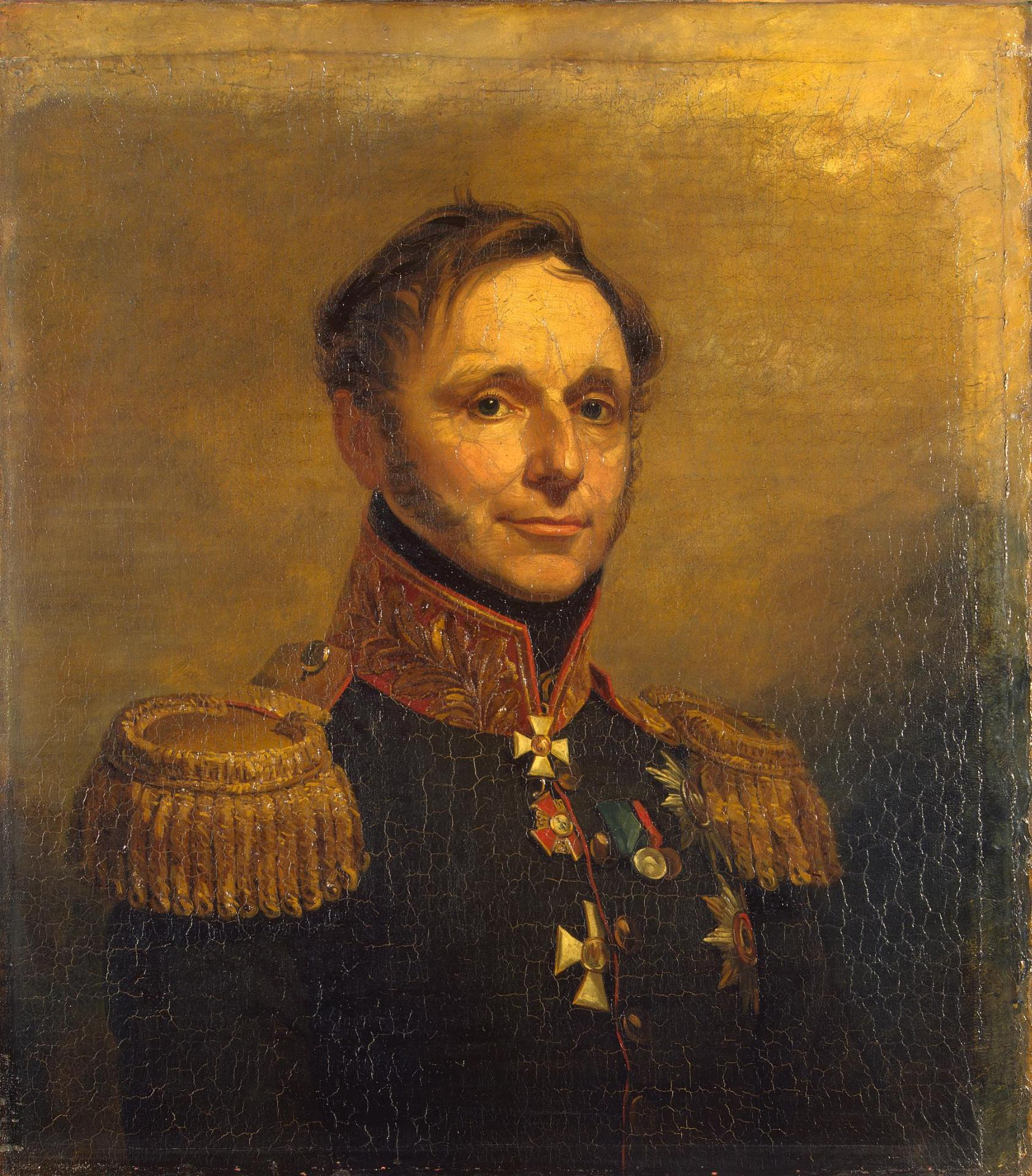
Pjotr Kirillowitsch Essen

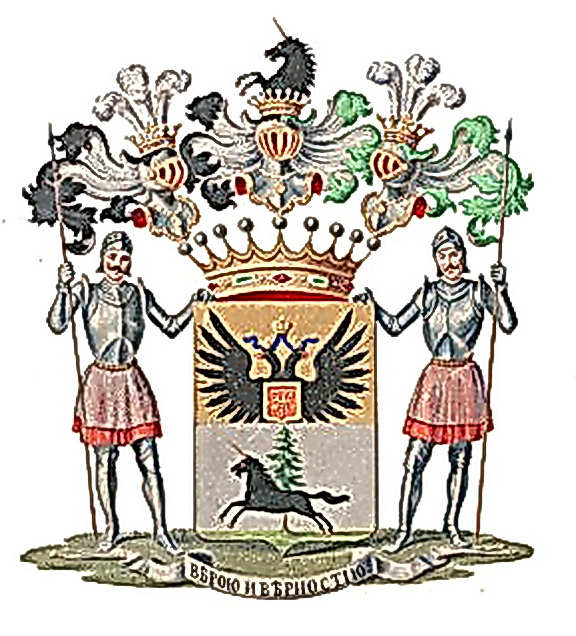
Wappen der russischen Grafen von Essen

Pjotr Kirillowitsch Essen (russisch Пётр Кириллович Эссен; wiss. Transliteration Pëtr Kirillovič Ėssen; * 11. August 1772; † 23. September 1844 in Sankt Petersburg) war ein russischer General und Staatsmann. 1833 wurde er zum Grafen erhoben.

## Leben
Essen entstammte einer deutschbaltischen Familie bürgerlichen Standes aus Pärnu im heutigen Estland. Im Mai 1787 trat er in das Leib-Kürassier-Regiment der kaiserlichen Garde ein. Nach seiner Teilnahme am Russisch-Schwedischen Krieg wurde er am 1. Januar 1791 zum Unterleutnant befördert. In den folgenden Jahren gelang ihm ein rascher Aufstieg im militärischen Rang: Ernennung zum Leutnant im März 1793, zum Hauptmann im September 1793, zum Major im September 1795, zum Oberstleutnant im November 1796, zum Oberst im Dezember 1796, zum Generalmajor und Kommandeur des Musketier-Regiments in Wyborg im Februar 1798 und zum Generalleutnant im Januar 1800. Von August bis Dezember 1800 war er gleichzeitig Militärgouverneur von Wyborg. Er nahm als Regimentskommandeur an den Koalitionskriegen von 1799/1800 und als Divisionskommandeur an den Koalitionskriegen von 1805, 1806/1807 und von 1812 bis 1814 sowie am Russisch-Türkischen Krieg von 1806 bis 1812 teil. Für seine Tapferkeit in der Schlacht bei Preußisch Eylau gegen Napoléon am 7./8. Februar 1807 wurde er im April 1807 mit dem St. Georgs-Orden 3. Klasse ausgezeichnet.
Im Januar 1817 ernannte ihn Zar Alexander I. zum Korpskommandeur und Militärgouverneur der Region Orenburg. 1819 wurde er zum General der Infanterie befördert. Am 7. Februar 1830 ernannte ihn Zar Nikolaus I. zum militärischen Generalgouverneur von Sankt Petersburg und im April des gleichen Jahres zum Mitglied des Staatsrats; beide Ämter bekleidete er bis zum 14. Februar 1842. Ebenfalls 1830 wurde er Mitglied im Verwaltungsrat des „Ressorts der Anstalten der Zarin Maria“, das sich im Auftrag der Zarenmutter Maria Feodorowna um den Ausbau von Bildungs- und Wohltätigkeitseinrichtungen bemühte. 1831 wurde er außerdem Vorsitzender des Anti-Cholera-Komitees (er selbst war während der sog. „Cholerameutereien“ im Frühjahr 1831 beinahe an der Krankheit gestorben). Am 1. Juli 1833 erhob ihn der Zar zum Reichsgrafen, und im April 1834 erhielt er mit dem St. Andreas-Orden die höchste russische Auszeichnung; die Brillanten dazu bekam er im April 1841 verliehen. In Sankt Petersburg führte er Regelungen ein, nach denen Betriebe, die gefährliche Produkte oder Nebenprodukte herstellten, nur noch am Unterlauf der Newa und ihren Seitenkanälen ansiedeln durften.

## Auszeichnungen
Neben dem St. Andreas-Orden mit Brillanten und dem St. Georgs-Orden erhielt Essen eine Anzahl weiterer bedeutender russischer Orden, darunter die folgenden: 
- Orden der Heiligen Anna: 3. Klasse Januar 1798; 2. Klasse Mai 1798; 1. Klasse mit Brillanten Oktober 1799
- Orden des Heiligen Wladimir: 2. Klasse Februar 1808; 1. Klasse Februar 1812
- Alexander-Newski-Orden: Dezember 1809; Brillanten August 1811
- Orden vom Weißen Adler: April 1834

König Friedrich Wilhelm III. von Preußen verlieh ihm den Roten-Adler-Orden 1. Klasse (1807) und Friedrich Wilhelm IV. den Schwarzen-Adler-Orden (Juni 1842).

## Ende und Nachkommen
Graf Essen zog sich im Dezember 1842 aus dem öffentlichen Leben zurück.  Er starb am 23. September 1844.
Das einzige Kind aus seiner Ehe mit Katharina Lwow, die Tochter Alexandrine (1816–1868), heiratete den Grafen Karl Jakob Pontus Stenbock-Fermor (1806–1866); der Zar gestattete den beiden 1835, sich und ihre Nachkommen Essen-Stenbock-Fermor zu nennen.